# Museo del cioccolato (Norma)
Il Museo del Cioccolato è situato a Norma, in provincia di Latina.
Venne istituito nel 1995 per iniziativa di privati.

## Descrizione
Il museo è articolato in tre sezioni. Nella prima si ripercorre la storia del consumo del cacao e del cioccolato. La seconda è dedicata alle tecniche di coltivazione del cacao, mentre l'ultima consiste in una raccolta di oggetti, cimeli e curiosità riguardanti l'industria e il commercio del cioccolato.